# Szkoła przetrwania (film)
Szkoła przetrwania (tytuł oryg. Surviving) – kanadyjski film fabularny (horror) z 2006 roku. Wydany ogólnoświatowo na rynku DVD, w Polsce zaprezentowany został z kolei wyłącznie widzom telewizyjnym − jego premierowej emisji podjęła się stacja TVN 7 dnia 25 lutego 2010 r.

## Opis fabuły
W rozległych lasach realizowany jest program typu reality show, w którym młodzi mieszkańcy miejskich aglomeracji walczą o przetrwanie na łonie natury. Uczestnikami show są: Alexus, projektantka mody, Todd, producent muzyczny, Carl, znawca muzyki hip-hopowej, Frank, specjalista od tuningu samochodowego, masażystka Tamara oraz instruktorka fitness Lisa. Akcja przebiega rutynowo, bohaterowie wykonują katorżnicze zadania, które zlecają im producenci, a wszystko rejestrują zainstalowane na drzewach kamery, jak i niewielka ekipa operatorów. W pewnym momencie jeden z realizatorów programu jest świadkiem morderstwa popełnionego na uczestniku. Okazuje się, że w lesie grasuje morderca.

## Obsada
- Beth Conacher − Lisa
- Adam Rodness − Todd Phillips
- Sundance Clugston − Tamara
- Duke Robinson − Carl
- Jennifer Cook − Alexus
- John Paris − Frank
- Jake Braun − kamerzysta
- Jeff Stout − Jimmy